# Lorenz Kropfitsch
Lorenz Kropfitsch (geboren am 20. März 1946 in Klagenfurt, gestorben am 5. Jänner 2020) war ein österreichischer Arabist und Lexikograf.
Er hat 1972 an der Universität Graz promoviert und war wissenschaftlicher Mitarbeiter und Lektor am Fachbereich für Translations-, Sprach- und Kulturwissenschaft der Johannes-Gutenberg-Universität Mainz, außerdem Autor und Mitarbeiter zahlreicher Nachschlagewerke zur arabischen Sprache. An der Überarbeitung des von Hans Wehr herausgegebenen Wörterbuchs Arabisches Wörterbuch für die Schriftsprache der Gegenwart: Arabisch–Deutsch, das als Standardwerk der Orientalistik gilt, hat er wesentlich mitgewirkt.

## Veröffentlichungen (Auswahl)
- Einige ausgewählte parallele Entwicklungen in den altsemitischen Sprachen und in den neuarabischen Dialekten. Dissertation. Universität Graz, 1972.
- Hans Wehr: Arabisches Wörterbuch für die Schriftsprache der Gegenwart: Arabisch–Deutsch. Unter Mitwirkung von Lorenz Kropfitsch neu bearbeitet und erweitert. 5. Auflage. Harrassowitz, Wiesbaden 1985, ISBN 3-447-01998-0.
- Langenscheidts Handwörterbuch Arabisch–Deutsch. Langenscheidt, Berlin 1996, ISBN 3-468-04060-1.
- Wirtschaftswörterbuch Arabisch–Deutsch (Al-Muʿǧam al-iqtiṣādī, ʿarabī – almānī). Selbstverlag, Germersheim 1999, ISBN 3-00-004586-4.
- Langenscheidt Handwörterbuch Arabisch–Deutsch. Mit Nachträgen 2003. Langenscheidt, Berlin 2005, ISBN 3-468-04062-8.
- Langenscheidt Taschenwörterbuch Arabisch: Arabisch–Deutsch, Deutsch–Arabisch. Langenscheidt, Berlin/München 2010, ISBN 978-3-468-11063-4.
- Wirtschaftswörterbuch Deutsch-Arabisch. Selbstverlag, Germersheim 2012, ISBN 978-3-9814835-1-2.
- Hans Wehr, Lorenz Kropfitsch: Arabisches Wörterbuch für die Schriftsprache der Gegenwart (Arabisch–Deutsch). 6. Auflage. Harrassowitz, Wiesbaden 2020, ISBN 978-3-447-11495-0.